# Ettringite
Ettringite là một khoáng chất calci nhôm sulfat với công thức: Ca6Al2(SO4)3(OH)12·26H2O. Nó là một khoáng chất từ không màu đến màu vàng kết tinh hệ tinh thể lục phương.Các tinh thể lăng trụ này thường không có màu, biến thành màu trắng khi mất nước một phần. Nó là một phần của nhóm ettringite bao gồm các sulfat khác như thaumasite và bentorite.